# У світі тварин (мультсеріал)
«У світі тварин» (англ. «Creature Comforts») — англійський пластиліновий мультфільм, створений на студії Aardman Animations Ніком Парком, автором мультфільму «Воллес і Громміт», і Річардом Голежовскі. Сюжетом кожного з епізодів є взяття «інтерв'ю» у тварин в їх природному середовищі існування.
При створенні серіалу була використана новаторська технологія, за якою спочатку у звичайних англійців бралося інтерв'ю, а потім на отриманий матеріал накладалася відео з пластилінової анімації тварин.
Спочатку на каналі Channel 4 1989 року показали 5-хвилинний фільм з серії «Lip Sync», потім була створена реклама «Heat Electric» в стилі «У світі тварин», а в 2003 канал ITV1 почав показ 13 епізодів першого сезону мультсеріалу. Другий сезон показали в 2005.